# Дромос
Дромосът (гръцки Δρόμος – път) в архитектурата представлява тесен и дълъг коридор или проход, водещ към погребална камера в тракийските, римските и други могилни гробници. Обикновено е покрит и изсечен в скала или пръст. Може да е хоризонтален или наклонен, а когато наклонът е по-голям, по него могат да са поставени стъпала. Най-старите известни дромоси се намират в егейските и етруски гробници.
До 16 век пр.н.е. господства типа шахтова гробница. Постепенно този вид е заменен от камерните гробници, издълбани в скали или хълмове с кръгли или правоъгълни помещения. Към тях води дромос, който на входа обикновено е затворен с каменна плоча. Те получават широко разпространение в Древна Гърция и остров Крит и се превръщат в доминираща форма на погребална структура в периода от 16 до 12 век пр.н.е.
Дромосите имат строго практични функции – те свързват затворената камера или затворените помещения с периферията на могилата и ги правят достъпни за многократни посещения. Имат ширина обикновено не повече от 2 m., докато дължината им при древнотракийската култова архитектура е различна: тя варира от символичните 1 до 2 m., до огромния тунел в Мезешката гробница, който е 20 m.
Обикновено са прилепени към предните стени на първата камера на фуга. Понякога са изградени от същия строителен материал, но по-често това е правено, като е използван далеч по-примитивен градеж. Обичайна практика в Древна Тракия, е те да бъдат използвани за култови нужди и в тях материали се намират само като случайно попаднали при ограбване на гробницата. Съществуват и изключения от това правило – в дромоса на Мезешката гробница са открити множество скелети на коне, като също скелет на кон е открит в коридора на съоръжението от Сарафова могила край Крън.

## Известни гробници с дромоси
- Микенската куполна гробница, открита извън град Микена, позната още като Съкровищницата на Атрей или гробът на Агамемнон е датирана към 13 век пр.н.е. Един от най-ефектните елементи в нея е впечатляващият дромос с дължина 30,6 и ширина 6,1 метра. Той води до врата, висока 9 метра, закрита с гигантски каменен блок, тежащ 120 тона.[4]

- В Тракия са открити няколко куполни гробници с дромоси – край Лозенград в Турция, край село Мезек в България и други. Преди всичко това е кръглата гробница до Мезек, изсечена в хълма Малтепе и датирана към 4 – 3 век пр.н.е. Тя има дълъг дромос, входът на който е завършен със стъпаловидно покритие, съвършено еднакво със стъпаловидните арки в боспорските гробници.[2] Дромосът при нея е с дължина 20,65 m, ширина 1,55 m, височина 1,70 m и е покрит с двускатен покрив с височина 0.90 cm. Той води към две правоъгълни помещения и кръгла камера, свързани последователно. След вторично погребение, над първия ред съществуваща подова каменна настилка, е поставен втори, който обхваща и дромоса.[5]

- Казанлъшката тракийска гробница е от куполен тип и дромос с изписани бойни сцени. Той е къс, нисък, с наклонени навътре стени и покрит с двускатен покрив. Ширината в основата му е 1,12 метра, а височината – 2,24 m. В долната си част е покрит с червена боя, а над нея следва широк черен фриз с орнаменти, напомнящи акантов ластар. Върху полегатите стени на покрива са представени фигурални сцени. Изписани са тичащи въоръжени пешаци и конници и е създадено усещането, че двете армии се срещат в дъното на дромоса, където един срещу друг са застанали двама войни.[6]

## Дромоси в Египет
- В египтологията терминът често се ползва за път, водещ към храм, украсен от двете си страни със сфинксове. Дромосът, водещ до великия храм на Амон-Ра в Карнак, съдържа 660 колосални сфинкса, всички монолитни, издялани от по една-единствена скала.[7] Това е най-пищният пример за египетски дромос. Разположен е край Луксор, недалеч от древната столица Тива. Наречен е „Алея на сфинксовете“, тъй като от двете му страни са подредени многобройни статуи на криосфинксове. Това са митични същества с глава на овен и тяло на лъв, принадлежащи на бог Амон и призвани да атакуват демоните в защита на фараона.[8]

- Интересен е павираният дромос в Мемфис, старата египетска столица, до който се достига по улицата на сфинксовете. Той свързва храма на Нектанеб I на изток и серапеума на запад и има дължина около 86 m. От двете му страни, върху ниска стена са поставени елинистични и египетски статуи. При входа на храма на Нектанеб завършва с два сфинкса, а при серапеума – с два полегнали лъва, пазители на фараона. Част от западната стена на дромоса е отворена и на полученото малко пространство са изградени два параклиса, единият – гръцки, а другият – египетски, в който се помещава статуята на Апис. Дромосът пред тях често се използва от оракули, танцуващи под звуците на флейта.[9]

- Микена. Съкровищницата на Атрей
- Дромос към етруска гробница в Тоскана, Италия
- Алея на криосфинксовете
- Криосфинкс на дромоса към храма на Амон-Ра в Карнак
- Сфинкс от дромоса към храма на Нектанеб I